# Il peccato di Rogelia Sanchez
Il peccato di Rogelia Sanchez, che ha come titolo spagnolo Santa Rogelia, è un film del 1940 diretto in doppia versione da Carlo Borghesio e Roberto de Ribón sotto la supervisione di Edgar Neville e Julio Fleischner. L'unica differenza tra le due versioni è la presenza di quattro attori spagnoli (tra i quali Rafael Calvo) in sostituzione di altrettanti attori italiani; non conosciamo però le sostituzioni.
Il soggetto è tratto dal romanzo Santa Rogelia di Armando Palacio Valdés (1926).

## Trama
Siamo in un villaggio di minatori in Spagna, nelle Asturie. Rogelia Sanchez, una ragazza che ha perso il genitore in un incidente di lavoro, per non restare sola accetta di sposare un minatore che subito dopo il matrimonio si rivela un tipo svelto a menare le mani e attaccato alla bottiglia. Colto da gelosia nei riguardi del medico condotto, del quale sospetta una relazione con la moglie, l'uomo lo ferisce con un colpo di pistola, fuggendo dopo il tentato omicidio; aggrava la sua posizione poiché per evitare l'arresto uccide un gendarme. Catturato, subisce un processo che lo condanna a vent'anni di reclusione; nel frattempo i suoi sospetti si rivelano fondati, perché tra il medico e la donna esisteva effettivamente qualcosa, tanto che lei va a conviverci a Madrid dando in seguito alla luce una bambina graziosa. In seguito il medico progetta la realizzazione di un ospedale nuovo e le cose sembrano andare per il meglio; la casa di cura viene costruita ma tutto viene bloccato dalle indecisioni della donna, che viene presa dai rimorsi e impedisce di fatto la nomina del suo amato a direttore dell'ospedale. Lei, in preda alle conseguenze del peccato commesso, lascia la sua famiglia serena per poter dare conforto al marito rinchiuso in carcere. Costui prova a redimersi accettando una rischiosissima missione che gli viene affidata: tentare un'azione di salvataggio in una miniera, ma muore nel primo tentativo di soccorso. La donna, straziata dal dolore, è costretta a ritornare dalla figlia e dal medico convivente, pronta a ricominciare tutto da zero.

## Produzione
Il film venne girato negli studi di Cinecittà e, presentato alla Commissione di Revisione Cinematografica, ottenne il visto di censura n. 30.796 del 28 dicembre 1939 con una lunghezza della pellicola accertata di 2.323 metri senza alcun taglio. Durante la lavorazione il film era conosciuto con il titolo Donne di Spagna.

## Distribuzione
In Italia venne presentato il 6 gennaio 1940, mentre in Spagna il 10 gennaio 1940. Risulta anche essere proiettato in Germania con il titolo Der Sünder der Rogelia Sanchez. La sigla della casa di produzione, la S.A.F.I.C., significa "Società Anonima Finanziamento Industrie Cinematografiche".

## Critica
(Guglielmina Setti)